# Чак Норріс
Чак Норріс (англ. Chuck Norris, повне ім'я Карлос Рей Норріс молодший, англ. Carlos Ray Norris Jr.; 10 березня 1940, Раян, Оклахома, США) — американський кіноактор і майстер бойових мистецтв, популярний виконавець головних ролей у фільмах-бойовиках. Однією з найвідоміших його ролей є техаський рейнджер Корделл Вокер із серіалу «Вокер, техаський рейнджер».

## Біографія

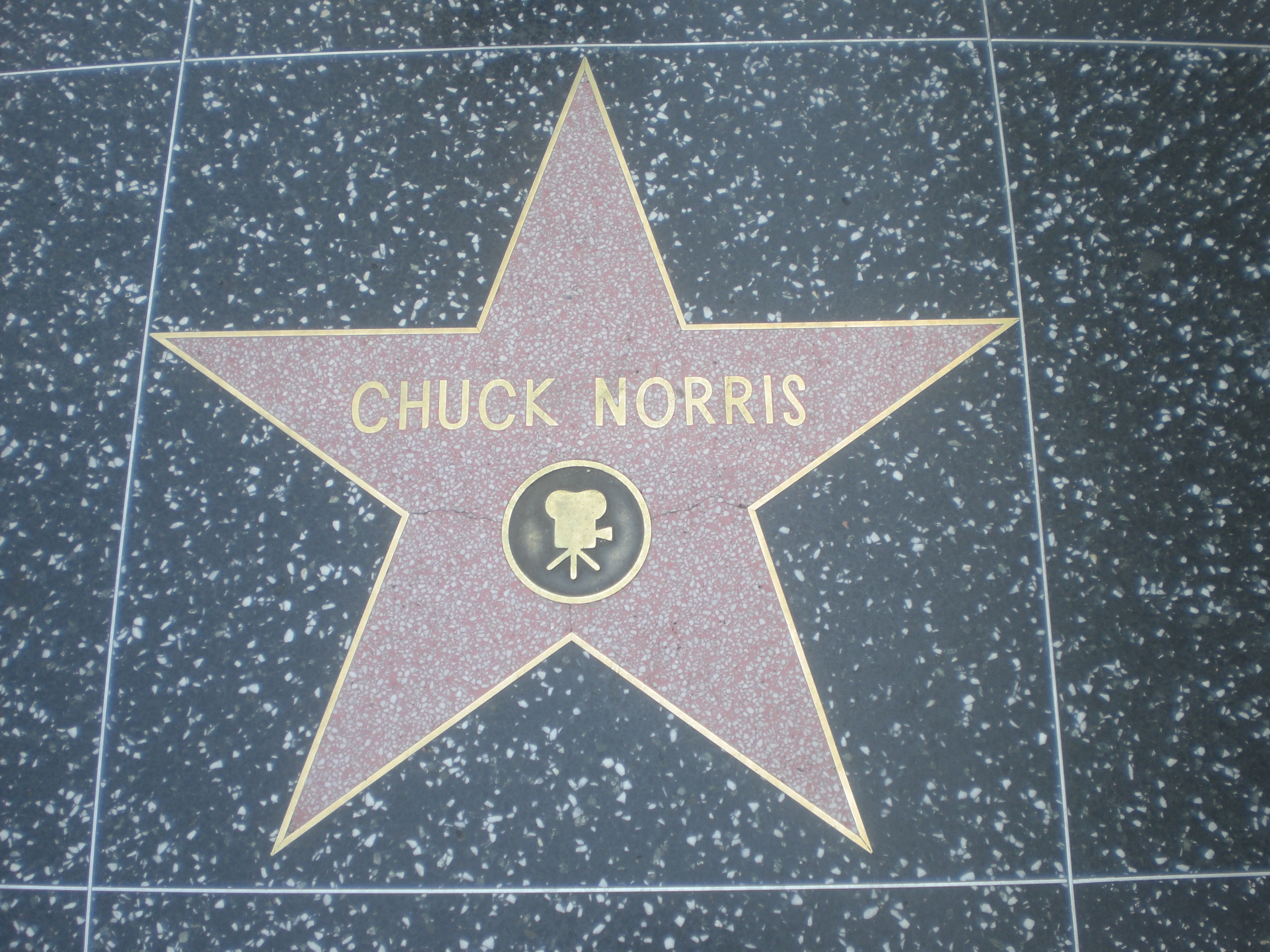
Зірка Чака Норріса на Голлівудській алеї слави

Карлос Рей Норріс молодший народився 10 березня 1940 року в містечку Раян, штат Оклахома. Батько Норріса — автомеханік, який страждав алкоголізмом. Дід Чака був ірландцем, а мати походила з індіанців племені черокі. Мати Чака Норріса викладала у недільній школі.
Карлос виріс у Торрансі у Каліфорнії. У Торрансі він відкрив свій перший додзьо.
Спогади Карлоса з дитинства — це нужда, відсутність постійного місця проживання, злиденне життя у причепі з матір'ю та двома молодшими братами, а потім розлучення батьків і вітчим. Норріс згадує, що його новий батько Джордж Найт прищепив йому нездоланну і пристрасну любов до спорту.
Ставши дорослим, у вільний час Чак підробляв вантажником. Мріяв стати поліцейським. Для здійснення цієї мрії він одразу після закінчення школи записався до військово-повітряних сил і у 1959 році був скерований до Південної Кореї. Саме на військовій базі його стали називати Чаком. На той час він вже був одружений зі своєю однокласницею Діаною Холечек.

### Бойові мистецтва
Служба, за його словами, була неймовірно нудною, тому він зайнявся спортом: записався до клубу дзюдо, а потім у групу Тансудо. Через три роки, до моменту виходу з лав армії, він вже був володарем чорного пояса.
У 1963 році Чак Норріс відкрив першу свою школу карате, рік потому — другу, а 1965 року він вирушив на чемпіонат усіх зірок у Лос-Анджелесі й став переможцем. У 1968 році відкрив мережу шкіл карате (всього їх стало 32). У тому ж році він став чемпіоном світу з карате у напівважкій вазі і зберігав це звання впродовж семи років.
Наприкінці 1960-х тренувався разом з Брюсом Лі.
Норріс також займався бразильським джіу-джитсу. До тепер він є володарем першого дану з бразильського джіу-джитсу, восьмий дан (майстер, усього 9 данів) по тхеквондо, десятий дан по шито-рю карате-до, десятий дан по Тансудо.

### Кінокар'єра
Свою кар'єру у світі кіно Чак розпочав з допомогою відомого згодом актора Стіва Макквіна, якому свого часу Норріс давав уроки карате у власній школі. Якраз Макквін привів Норріса на знімальний майданчик. Перша його відносно серйозна роль була зіграна у фільмі з Брюсом Лі — «Шлях дракона» у 1972 році.
Після дебюту актор отримав тільки одну пропозицію — у гонконзькому бойовику «Розбірки у Сан-Франциско». Норрісу знову дісталася роль антагоніста, а сам фільм був настільки невдалим, що його не випускали на екрани США аж до 1981 року.
Поспілкувавшись з акторами-професіоналами, Чак зрозумів, наскільки складна акторська майстерність; побачив, що акторство — це не просто показ прийомів, ударів перед камерою, а все набагато складніше. Тепер він вирішив вчитися у справжніх професіоналів. Його учителем в акторському класі стала Естелла Хармон. 34-річний каратист був найстаршим учнем. Відтоді Чак став набагато розкутішим перед камерою, навчився правильній дикції.
У 1977 році він повернувся у кіно, зіграв роль у бойовику «Порушник!» (англ. «Breaker! Breaker!») і незабаром став зіркою фільмів Canon Pictures. На початку 1990-х років ця фірма збанкрутувала, але Чак продовжував зніматися.
У 1980-х тренувався разом з Жаном-Клодом Ван Дамом та допоміг йому знайти роботу в США — спочатку у своєму барі в Ньюпорт-Біч, а пізніше підштовхнув його до епізодичної ролі в одному зі своїх бойовиків під назвою «Зниклі безвісти».
У 1990 році актор створив фонд для дітей під назвою Kickstart Kids. Програма націлена на фізичне виховання школярів та їх характеру на основі бойових мистецтв на противагу небезпечному захопленню наркотиками.
У 1993 році телеканал CBS запропонував йому зіграти роль техаського рейнджера Вокера, і актор погодився. Він також знімався у фільмах «Кодекс мовчання», «Вторгнення в США», «Зниклі безвісти».
Чак видає свій журнал, написав 7 книг.
Імідж витривалої людини та амплуа у фільмах-бойовиках спричинили появу Інтернет-мемів у форматі гумористичних і гіперболізованих «фактів» про Чака Норріса.

### Особисте життя
У 1958 році одружився з Діаною Холечек. У 1989 році розлучився.
28 листопада 1998 року одружився з Джиною О'Келлі.
Брат Чака — Аарон Норріс — є режисером, Чак знімався у його фільмах.

## Політика
Чак Норріс виступав за заборону одностатевих шлюбів у Каліфорнії. Актор звинуватив гей-активістів у подвійних стандартах: прибічники одностатевих шлюбів критикували Церкву Ісуса Христа Святих Останніх Днів, але при цьому уникали критики афроамериканців, які, здебільшого, голосували за введення заборони.
Підтримав Дональда Трампа на президентських виборах у США.

## Фільмографія

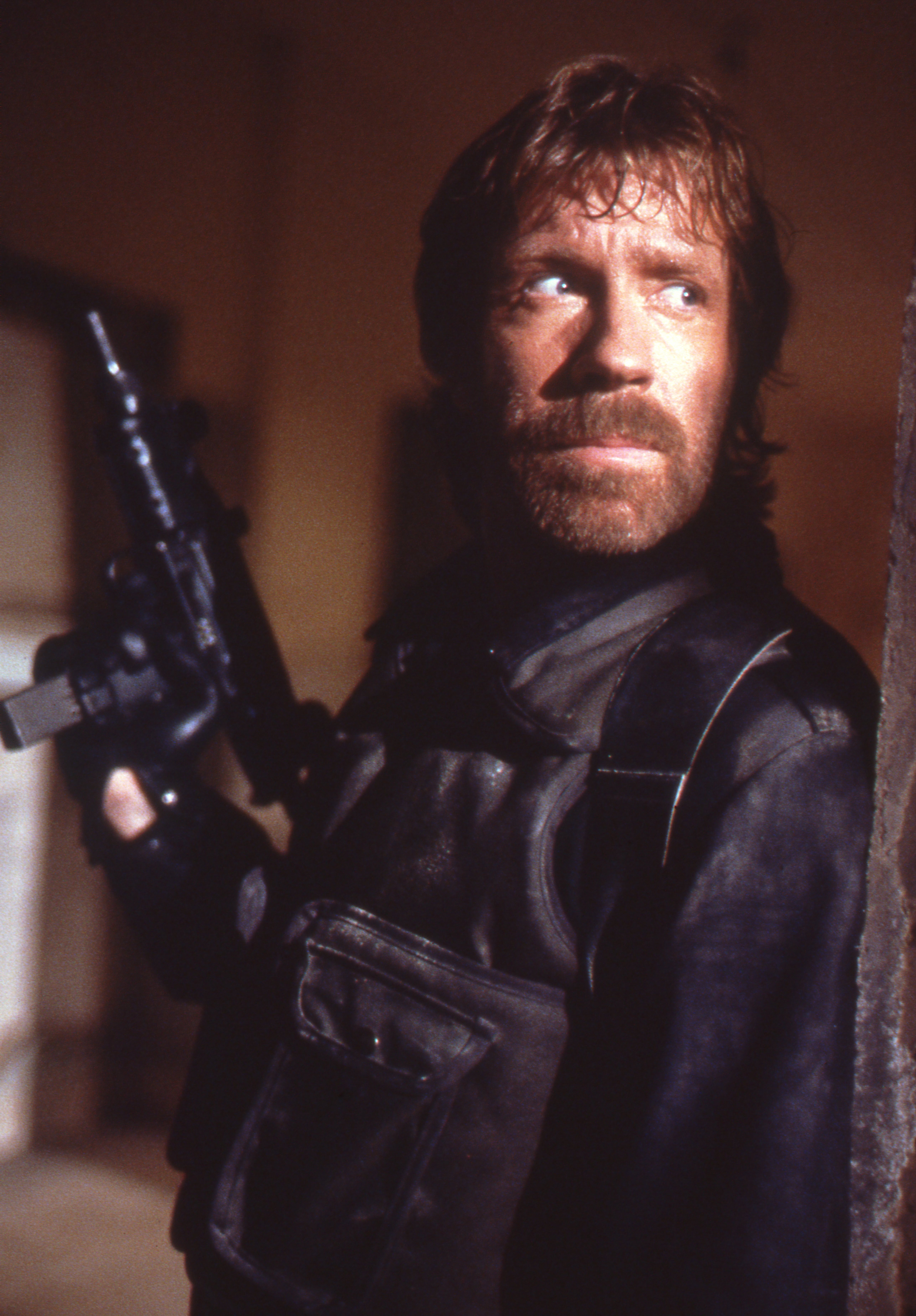
Загін «Дельта» (1986)

### Актор
| Рік       |    | Українська назва                                     | Оригінальна назва                       | Роль                          |
| --------- | -- | ---------------------------------------------------- | --------------------------------------- | ----------------------------- |
| 1968      | ф  | Команда руйнівників                                  | The Wrecking Crew                       | людина в будинку 7 задоволень |
| 1972      | ф  | Шлях дракона                                         | Meng long guo jiang                     | Кольт                         |
| 1973      | ф  | Студентки-практикантки                               | The Student Teachers                    | інструктор карате             |
| 1974      | ф  | Розбірки в Сан-Франциско                             | Huang mian lao hu                       | Чак Слейтер                   |
| 1977      | ф  | Порушник                                             | Breaker! Breaker!                       | Джон Девід «Дж. Д.» Доус      |
| 1978      | ф  | Хороші хлопці носять чорне                           | Good Guys Wear Black                    | Джон Т. Букер                 |
| 1979      | ф  | Сила одного                                          | A Force of One                          | Метт Логан                    |
| 1980      | ф  | Октагон                                              | The Octagon                             | Скотт Джеймс                  |
| 1981      | ф  | Око за око                                           | An Eye for an Eye                       | Шон Кейн                      |
| 1982      | ф  | Мовчазна лють                                        | Silent Rage                             | шериф Ден Стівенс             |
| 1982      | ф  | Вимушена помста                                      | Forced Vengeance                        | Джош Рендалл                  |
| 1983      | ф  | Самотній вовк Маккуейд                               | Lone Wolf McQuade                       | Джей Джей Маккуейд            |
| 1984      | ф  | Зниклі безвісти                                      | Missing in Action                       | полковник Джеймс Бреддок      |
| 1985      | ф  | Зниклі безвісти 2: Початок                           | Missing in Action 2: The Beginning      | полковник Джеймс Бреддок      |
| 1985      | ф  | Кодекс мовчання                                      | Code of Silence                         | Едді Кьюсак                   |
| 1985      | ф  | Вторгнення в США                                     | Invasion U.S.A.                         | Метт Гантер                   |
| 1986      | ф  | Загін «Дельта»                                       | The Delta Force                         | майор Скотт Маккой            |
| 1986      | ф  | Той, хто йде у вогні                                 | Firewalker                              | Макс Доніган                  |
| 1988      | ф  | Зниклі безвісти 3                                    | Braddock: Missing in Action III         | полковник Джеймс Бреддок      |
| 1988      | ф  | Герой і жах                                          | Hero and the Terror                     | Денні О'Браєн                 |
| 1990      | ф  | Загін «Дельта» 2                                     | Delta Force 2: The Colombian Connection | полковник Скотт Маккой        |
| 1991      | ф  | Ліквідатор                                           | The Hitman                              | Кліфф Гаррет / Гроган         |
| 1992      | ф  | Бічні удари                                          | Sidekicks                               | Чак Норріс                    |
| 1993      | тф | Вітер у проводах                                     | Wind in the Wire                        | Чак Норріс                    |
| 1993—2001 | с  | Вокер, техаський рейнджер                            | Walker, Texas Ranger                    | Корделл Вокер                 |
| 1994      | ф  | Породження пекла                                     | Hellbound                               | Френк Шаттер                  |
| 1994      | ф  | Вокер, техаський рейнджер 3: Смертельне возз'єднання | Walker Texas Ranger 3: Deadly Reunion   | Корделл Вокер                 |
| 1995      | ф  | Супер пес                                            | Top Dog                                 | Джейк Вайлдер                 |
| 1996      | ф  | Лісовий воїн                                         | Forest Warrior                          | Маккенна                      |
| 1998      | тф | Війна Логана                                         | Logan's War: Bound by Honor             | Джейк Феллон                  |
| 1999      | с  | Сини грому                                           | Sons of Thunder                         | Корделл Вокер                 |
| 2000      | с  | Китайський городовий                                 | Martial Law                             | Корделл Вокер                 |
| 2000      | тф | Людина президента                                    | The President's Man                     | Джошуа Маккорд                |
| 2002      | тф | Людина президента 2: Лінія на піску                  | The President's Man: A Line in the Sand | Джошуа Маккорд                |
| 2003      | ф  | Дзвони невинуватості                                 | Bells of Innocence                      | Метью                         |
| 2005      | тф | Вокер, техаський рейнджер: Випробування вогнем       | Walker, Texas Ranger: Trial by Fire     | Корделл Вокер                 |
| 2005      | ф  | Тіні минулого                                        | The Cutter                              | Джон Шепард                   |
| 2012      | ф  | Нестримні 2                                          | The Expendables 2                       | Букер                         |
| 2015      | с  | Ґолдберги                                            | The Goldbergs                           | у ролі самого себе            |
| 2020      | с  | Гаваї 5.0                                            | Hawaii Five-0                           | старший сержант Лі Філіпс     |
| 2024      | ф  | Агент розвідки                                       | Agent Recon                             | Аластер                       |

### Сценарист, продюсер
| Рік       |    | Українська назва                               | Оригінальна назва                       | Роль                           |
| --------- | -- | ---------------------------------------------- | --------------------------------------- | ------------------------------ |
| 1985      | ф  | Вторгнення в США                               | Invasion U.S.A.                         | сценарист                      |
| 1988      | ф  | Зниклі безвісти 3                              | Braddock: Missing in Action III         | сценарист                      |
| 1992      | ф  | Бічні удари                                    | Sidekicks                               | виконавчий продюсер            |
| 1995—2000 | с  | Вокер, техаський рейнджер                      | Walker, Texas Ranger                    | сценарист, виконавчий продюсер |
| 1998      | тф | Війна Логана                                   | Logan's War: Bound by Honor             | сценарист, виконавчий продюсер |
| 1999      | с  | Сини грому                                     | Sons of Thunder                         | сценарист, виконавчий продюсер |
| 2000      | тф | Людина президента                              | The President's Man                     | виконавчий продюсер            |
| 2002      | тф | Людина президента 2: Лінія на піску            | The President's Man: A Line in the Sand | виконавчий продюсер            |
| 2004      | ф  | Пташка і лякало                                | Birdie and Bogey                        | виконавчий продюсер            |
| 2005      | ф  | Тіні минулого                                  | The Cutter                              | виконавчий продюсер            |
| 2005      | тф | Вокер, техаський рейнджер: Випробування вогнем | Walker, Texas Ranger: Trial by Fire     | виконавчий продюсер            |
| 2007      | тф | Усередині світу бойової ліги                   | Inside World Combat League              | виконавчий продюсер            |

### Документальні фільми
- 2012 — Я — Брюс Лі (ТБ)
- 2014 — У тіні Чака Норріса
- 2014 — Електричне Бугу: Дика, нерозказана історія Cannon Films
- 2015 — Справжній Міягі